# Mobile Suit SD Gundam
Mobile Suit SD Gundam (機動戦士SDガンダム Kidō Senshi SD Gundam?) es una serie de cortos animados producidos entre 1988 y 1993 por los estudios Sunrise. La serie estuvo basada en los populares juguetes encapsulados Gashapon y en los Modelos Gumpla  que eran producidos por Bandai en ese entonces. Las series fueron producidas en los formatos de OVA y Película.
En un principio, los primeros cortos eran una parodia de series y personajes de la franquicia Gundam. En estos, los personajes y los robots son presentados bajo una apariencia Super Deformada (o SD, de ahí el nombre). Después del estreno de Mobile Suit SD Gundam's Counterattack (1989), la serie comenzó a contar con un nuevo grupo de personajes basados en juguetes y manga de SD Gundam ya existentes, sobre todos los pertenecientes a las franquicias de Command Gundam, Knight Gundam, y Musha Gundam.

## Obra
Mobile Suit SD Gundam fue lanzada como una serie de cortos animados. Eventualmente se produjeron un largometraje y una serie de televisión.
- Mobile Suit SD Gundam (機動戦士SDガンダム Kidō Senshi SD Gundam?) (theatrical shorts, March 1988)

Released with Mobile Suit Gundam: Char's Counterattack.  Contains the following shorts:
- Fierce Fighting Chapter: Will Gundam Rise Up? (激闘編 ガンダム大地に立てるか！？ Gekitō-hen: Gundam Daichi ni Tateru ka!??)
- Holiday Chapter: Menace of the Zeon Hotel? The Order to Destroy Gundam Pension!! (休日編 ジオン・ホテルの脅威？ガンダム・ペンション破壊命令！！ Kyūjitsu-hen: Zeon Hotel no Kyōi? Gundam Penshon Hakai Meirei!!?)

The video release includes the two shorts from the theatrical release above, in addition to a new episode:
- Decisive Battle Chapter: SD Olympic!! The Stadium Saturated with Laughs (決戦編 SDオリンピック！！スタジアム・笑いに染めて Kessen-hen: SD Olympic!! Stadium Warai ni Somete?)

- Mobile Suit SD Gundam Mark II (機動戦士SDガンダム MARK-II Kidō Senshi SD Gundam MARK-II?) (OVA, June 1989)

Includes the following shorts:
- The Rolling Colony Affair (転がるコロニー事件 Korogaru Colony Jiken?)
- Original Gundam Stray Scenes Collection (元祖・ガンダム迷場面集 Ganzo Gundam Meibamen-shū?) (omake)
- Gundam Legend (巖蛇武（ガンダム）伝説 Gundam Densetsu?)

- Mobile Suit SD Gundam's Counterattack: Musha Gundam Visits (機動戦士SDガンダムの逆襲 武者ガンダム参上 Kidō Senshi SD Gundam no Gyakushū Musha Gandamu Sanjō?) (theatrical shorts, July 1989)

Released with Patlabor: The Movie.  First animated appearance of the SD Sengokuden sub-series, which is based on the Musha Gundam toy line.  Includes the following shorts:
- The Storm-Calling School Festival (嵐を呼ぶ学園祭 Arashi wo Yobu Gakuen-sai?)
- SD Warring States Legend: Chapter A Bao A Qu (SD戦国伝 暴終空城の章 SD Sengokuden: Abaowakūjō no Shō?)

- Mobile Suit SD Gundam Mark III (機動戦士SDガンダム MARK-III Kidō Senshi SD Gundam MARK-III?) (OVA, March 1990)

Includes the following shorts:
- Battle of the Mystery of the Universe (宇宙の神秘大作戦 Uchū no Shinpi Daisakusen?)
-  (SD戦国伝 頭虫邸の忍者合戦 SD Sengokuden: Zumushitei no Ninja Gassen?)
-  (SD戦国伝 天の巻 SD Sengokuden: Ten no Maki?)
-  (SD戦国伝 地の巻 SD Sengokuden: Ji no Maki?)
-  (SD戦国伝 真の巻 SD Sengokuden: Shin no Maki?)
-  (SD戦国伝 理の巻 SD Sengokuden: Ri no Maki?)

- Mobile Suit SD Gundam Mark IV (機動戦士SDガンダム MARK-IV Kidō Senshi SD Gundam MARK-IV?) (OVA, September 1990)

Includes the following shorts:
- SD Gundam SD Wacky Races (SDガンダム チキチキSD猛レース SD Gundam Chiki Chiki SD Mō Race?).  Based on the American cartoon, Wacky Races.  Due to copyright issues, this short was never released on DVD.
- Dream Maron Company: "A Space Odyssey" (夢のマロン社「宇宙の旅」 Yume no Maron-sha: Uchū no Tabi?)
  - Appendix Part One: The One Year War Mobile Suit Catalog

- Mobile Suit SD Gundam Mark V (機動戦士SDガンダム MARK-V Kidō Senshi SD Gundam MARK-V?) (OVA, October 1990)

Includes the following shorts:
- Miracle of Courier Re-GZ (運び屋リ・ガズィの奇跡 Hakobi-ya Re-GZ no Kiseki?)
-  (SD戦国伝 頑駄無五人衆のもののけ退治 SD Sengokuden: Gundam Go-ninshū no Mononoke Taiji?)
-  (SDガンダム創世記 ピキリエンタ ポーレス SD Gundam Sōseiki: Pikirienta Pōresu?)

- Mobile Suit SD Gundam: SD Gundam Legend (機動戦士SDガンダム SDガンダム外伝 Kidō Senshi SD Gundam: SD Gundam Gaiden?) (OVA, March 1990 to March 1991)[3]

A series of four OVAs adapted from the manga series, SD Gundam Gaiden Sieg Zion Hen, featuring Knight Gundam:
- SD Gundam Legend: Lacroan Hero (SDガンダム外伝 ラクロアの勇者 SD Gundam Gaiden: Rakuroa no Yūsha?)
- SD Gundam Legend II: Legendary Giant (SDガンダム外伝II 伝説の巨人 SD Gundam Gaiden II: Densetsu no Kyojin?)
- SD Gundam Legend III: Algus Knights (SDガンダム外伝III アルガス騎士団 SD Gundam Gaiden III: Arugasu Kishidan?)
- SD Gundam Legend IV: The Knight of Flash (SDガンダム外伝IV 光の騎士 SD Gundam Gaiden IV: Hikari no Kishi?)

- Mobile Suit SD Gundam The Movie: Musha Knight Command: SD Gundam Scramble (機動戦士ＳＤガンダム劇場版 武者・騎士・コマンド SDガンダム緊急出撃 Kidō Senshi SD Gundam Gekijō-ban Musha Kishi Comando SD Gundam Kinkyū Shutsugeki?) (theatrical short, March 1991)

Released with Mobile Suit Gundam F91.  Features the first ever team-up of Command Gundam, Knight Gundam, Musha Gundam, who work together with a young girl named Riplin to fight evil.  Video release contains SD Gundam Scramble along with two new segments:
- Dawn of Paparu: Episode 103 "Suginamu's Bride" (パパルの暁 第103話「スギナムの花嫁」 Paparu no Akatsuki Dai 103-wa "Suginamu no Hanayome?)
- G-ARMS Course (『G-ARMS』講座 "G-ARMS" kōza?) (live-action omake introducing the different members of the SD Command Chronicles team, G-ARMS)

- Mobile Suit SD Gundam Festival (機動戦士SDガンダムまつり Kidō Senshi SD Gundam Matsuri?) (movie, March 1993)

A feature-length movie divided into multiple parts as follows:
- SD Command Chronicles II: Gundam Force Super G-ARMS Final Formula VS Noumugather (ＳＤコマンド戦記II ガンダムフォース スーパーＧアームズ　ファイナルフォーミュラーVSノウムギャザー?).  A teamup between various teams from SD Command Chronicles: SD Command Chronicles II's "Crushers" and SD Command Chronicles III's "Super G-Arms" and the Super Knight Final Formula.
-  (SDガンダム外伝 聖機兵物語 第1章 SD Gundam Gaiden: Seikihei Monogatari: Dai 1-shō?) &  (SDガンダム外伝 聖機兵物語 第2章 SD Gundam Gaiden: Seikihei Monogatari: Dai 2-shō?).  Adaptation of the Knight Gundam Cardass and manga story, Seikihei Monogatari.
-  (SD戦国伝 天下泰平編 SD Sengokuden: Tenka Taihei-hen?)

### Página oficial
- Mobile Suit SD Gundam Web (En Japonés)

- Datos: Q7389513